# زنبور گال‌زای رز
زنبور گال‌زای رز (به انگلیسی: Sphaerotheca pannosa). حشرات بالغ بطول ۳ میلی‌متر است. شکم حشره به رنگ صورتی است و بر روی آن دو نوار تیره وجود دارد. سر و قفسه سینه به رنگ سیاه است. زنبور ماده در درون گل نسترن و رز تخم‌هایش را قرار می‌دهد. این عمل باعث تحریک سلول‌ها شده و گال توخالی تولید می‌شود. گال‌ها رشد و نمو کرده و مژه‌دار می‌شود اما در عوض رشد و نمو گل‌ها و سرشاخه‌ها متوقف می‌شود. این زنبور زمستان را در درون گال‌ها سپری می‌کند و با تغذیه از جدار داخلی آن تبدیل به شفیره می‌شود پس از مدتی گال‌ها سوراخ شده و زنبور بالغ از درون آن بیرون می‌آید.